# Lars Edvard Walmstedt
Lars Edvard Walmstedt, född 14 oktober 1819 i Uppsala, död där 3 februari 1892, var en svensk geolog och mineralog. Han var son till professor Lars Peter Walmstedt.
Walmstedt blev student vid Uppsala universitet 1839, filosofie magister 1848 och docent i mineralogi och geologi 1849 samt var professor i dessa ämnen 1859–1884. Läsåret 1872–1873 var han universitetets rektor. 
Walmstedt utgav Mineralanalytiska studier l-2 (1848–1849) och Analytiska undersökningar af svenska mineralier (i "Kungliga Vetenskapsakademiens handlingar", 1859)
Från 1860 till sin död 1892 bodde Walmstedt på Sysslomansgatan 1 i Uppsala, i det som idag kallas Walmstedtska gården. Han ligger begraven på Uppsala gamla kyrkogård.
Gift 1:a gången i augusti 1859 med Ulrica Josephina Virén, född 17 augusti 1839 i Gårdsby (Kronoberg), död 12 december 1859 i Uppsala. Gift 2:a gången 14 oktober 1863 med Beata Carolina Ljungdahl, född 10 december 1838 i Uppsala, död 24 april 1914 i Uppsala.